# Portamento
Das Portamento (IPA: [pɔʁtaˈmɛnto] anhörenⓘ; italienisch portamento di voce, auch portar la voce „Tragen der Stimme“, nicht zu verwechseln mit den ebenfalls musikalischen Begriffen Partimento oder Portato) ist eine Phrasierungstechnik oder eine Verzierung in der Musik. Heute versteht man darunter, dass zwei aufeinanderfolgende Noten in einer Melodie durch einen Schleifer oder ein kurzes Glissando miteinander verbunden werden. Das Portamento beim Singen dient als Hilfe zum Erreichen hoher Töne, aber auch zur Hervorhebung rhetorischer Figuren wie der Exclamatio.
Notiert wird das Portamento, wie ein Glissando auch, mit einem Verbundsstrich zwischen zwei aufeinanderfolgenden Noten. Häufig ist die Portamentotechnik (insbesondere bei Streichern oder Sängern) allerdings nicht explizit in der Notation ausgeschrieben und wird von den Musikern intuitiv angewendet.
Besonders scharf akzentuierte portamento-artige Gesten (meist in den Waldhörnern) werden im Englischen auch als Rip bezeichnet.
Darüber hinaus bezeichnet Portament seit Knud Jeppesen eine bestimmte melodische Figur in der Musik des 16. Jahrhunderts.

## Das Portamento als Technik in der Aufführungspraxis
Die Bezeichnung gibt es seit der Mitte des 18. Jahrhunderts. Nach Johann Adam Hiller benennt sie bei den Italienern ursprünglich nur den guten Gebrauch der Stimme beim „Aneinanderhängen der Töne“ (1780). Von einer „Ziehung der Stimme“ spricht hingegen Johann Friedrich Agricola (1757). Zeugnisse für diese Gesangstechnik gibt es wesentlich früher, so schon bei Domenico Mazzocchi (1638). In einer Zeit, als die Zinken die führenden Melodieinstrumente waren, liegt es nahe, dass auch die Gesangsstimmen eine ähnliche Tongebung hatten.
Im Belcanto ist das Portamento an bestimmten Stellen unabdingbar. Es wird durch einen Bindebogen der Noten gekennzeichnet, die durch Hinauf- und Herabziehen der Stimme verbunden werden sollen.
Eine „gleitende Tonbewegung“ zur Auffüllung größerer Intervalle wird in der sogenannten spätromantischen Musik seit dem Ende des 19. Jahrhunderts gebräuchlich und findet in manchen Violinschulen um 1900 herum Aufnahme. In den Sinfonien und Orchesterliedern von Gustav Mahler findet das Portamento häufige Anwendung, so beispielsweise in seiner vierten Sinfonie. Nach 1900 wendet sich die Kunstmusik vom Portamento ab oder stilisiert es (wie Arnold Schönberg und Alban Berg). Manche Genres wie die Film- oder Populärmusik (siehe Schrammelmusik) pflegen das ausgiebige Portamento nach wie vor. Der Jazz hat es mit anderer Tongebung weiterentwickelt.

## Das Portament als melodische Figur im 16. Jahrhundert
Die Bezeichnung Portament wurde durch Knud Jeppesen auch für ein typisches Phänomen der Vokalpolyphonie des 16. Jahrhunderts etabliert.

„Unter der Portamentnote verstehen wir ein unbetontes Viertel, das die folgende betonte Note antizipiert. […]

Portaments [!] dürfen […] nur auf unbetontem Taktviertel und vor unbetonter Halbnote stehen und (in Palestrina-Melodien) nur stufenweise abwärts angewendet werden. Bei frühen italienischen Komponisten vom Anfang des 16. Jahrhunderts und übrigens auch bei den zeitgenössischen Niederländern [d.h. zeitgenössisch zu Palestrina] beobachtet man dagegen häufig das aufwärtsgehende Portament:

Auch Unterterzportaments sind hier außerordentlich häufig, besonders bei Josquin des Prez, den man beinahe schon an der reichen Verwendung dieser Figur erkennen kann, z. B. :

Auch vom Unterquintenportament machen diese frühen Komponisten regelmäßig Gebrauch.“